# Fenouillet, Haute-Garonne
 Fenouillet  là một xã thuộc tỉnh Haute-Garonne trong vùng Occitanie ở tây nam nước Pháp. Xã nằm ở khu vực có độ cao trung bình 125 mét trên mực nước biển.